# 초양항 (남해군)
초양항은 경상남도 남해군 이동면 초음리 초양마을 인근에 있는 어항이다. 2002년 8월 6일 어촌정주어항으로 지정하여 관리하고 있다. 시설관리자는 남해군수이다.

## 어항 연혁
- 초양항의 명칭은 초음의 양지쪽에 있다하여 초양(草陽)이라고 한다.

## 어항 시설
- 선착장 L=224m, B=5.0m

## 주요 어종
- 전어, 장어, 주꾸미 등